# Triacylglycérol lipase
- Chaine A
- Chaine B

La triacylglycérol lipase est une hydrolase qui catalyse la réaction :
triglycéride + H2O  {\displaystyle \rightleftharpoons }  diglycéride + acide gras.
Cette enzyme du pancréas agit à l'interface triglycéride/eau.